# Lesothos damlandslag i volleyboll
Lesothos damlandslag representerar Lesotho i volleyboll på damsidan. Laget deltog i afrikanska mästerskapet 2023 och i kvalet till VM 2014.